# Diecezja Blackburn
Diecezja Blackburn (ang. Diocese of Blackburn) – diecezja Kościoła Anglii w metropolii Yorku, obejmująca znaczną część hrabstwa Lancashire, w tym takie miasta jak Blackburn, Blackpool, Burnley, Lancaster i Preston. Została ustanowiona 12 listopada 1926 na terytorium należącym wcześniej do diecezji Manchesteru. 

## Biskupi
stan na 26 stycznia 2018:
- biskup diecezjalny: Julian Henderson (z tytułem biskupa Blackburn)
- biskupi pomocniczy:
  - Philip North (z tytułem biskupa Burnley)
  - drugie przypisane diecezji stanowisko biskupa pomocniczego, z tytułem biskupa Lancasteru, od sierpnia 2017 pozostaje nieobsadzone